# Baron Louth
Baron Louth ist ein erblicher britischer Adelstitel in der Peerage of Ireland.

## Verleihung
Der Titel wurde am 15. Juni 1541 von König Heinrich VIII. durch Letters Patent für den anglo-irischen Adligen Oliver Plunkett geschaffen. Er war der Sohn des High Sheriff of Louth, Sir Richard Plunkett of Beaulieu († 1508). Die Verleihung erfolgte im Zusammenhang mit der Erhebung Heinrichs VIII. vom Lord von Irland zum König von Irland und sollte der stärkeren Bindung des anglo-irischen Adels an die Krone dienen.
Sein Ur-ur-urenkel, der 6. Baron, beteiligte sich ab 1639 an der Irischen Rebellion, kämpfte bei der Belagerung von Drogheda, und wurde dafür 1642 geächtet. Sein Sohn, der 7. Baron, war ein Offizier König Jakobs II., kämpfte auf Seiten der Jakobiten und wurde daher 1689 ebenfalls geächtet. Dessen Sohn, der de iure 9. Baron, wurde wegen der Ächtungen ab 1698 von den Sitzungen des irischen House of Lords ausgeschlossen. Erst dessen Urenkel erwirkte 1798 die rückwirkende Aufhebung der Ächtungen und Bestätigung des Titels für sich als 11. Baron. 
Heutiger Titelinhaber ist seit 2013 dessen Ur-ur-ur-urenkel Jonathan Plunkett, 17. Baron Louth.
Familiensitz der Barone war früher Louth Hall bei Ardee im County Louth, der heutige Baron lebt in Saint John auf Jersey.

## Liste der Barone Louth (1541)
- Oliver Plunkett, 1. Baron Louth († 1555)
- Thomas Plunkett, 2. Baron Louth (um 1547–1571)
- Patrick Plunkett, 3. Baron Louth (1548–1575)
- Oliver Plunkett, 4. Baron Louth († 1607)
- Matthew Plunkett, 5. Baron Louth († 1629)
- Oliver Plunkett, 6. Baron Louth (1608–1679) (geächtet 1642)
- Matthew Plunkett, 7. Baron Louth († 1689) (geächtet 1689)
- Oliver Plunkett, de jure 8. Baron Louth (1668–1707)
- Matthew Plunkett, de jure 9. Baron Louth (1698–1754)
- Oliver Plunkett, de jure 10. Baron Louth (1727–1763)
- Thomas Plunkett, 11. Baron Louth (1757–1823) (Titel wiederhergestellt 1798)
- Thomas Plunkett, 12. Baron Louth (1809–1849)
- Randal Plunkett, 13. Baron Louth (1832–1883)
- Randal Plunkett, 14. Baron Louth (1868–1941)
- Otway Plunkett, 15. Baron Louth (1892–1950)
- Otway Plunkett, 16. Baron Louth (1929–2013)
- Jonathan Plunkett, 17. Baron Louth (* 1952)

Titelerbe (Heir apparent) ist der Sohn des aktuellen Titelinhabers Hon. Matthew Plunkett (* 1982).